# Bany maria

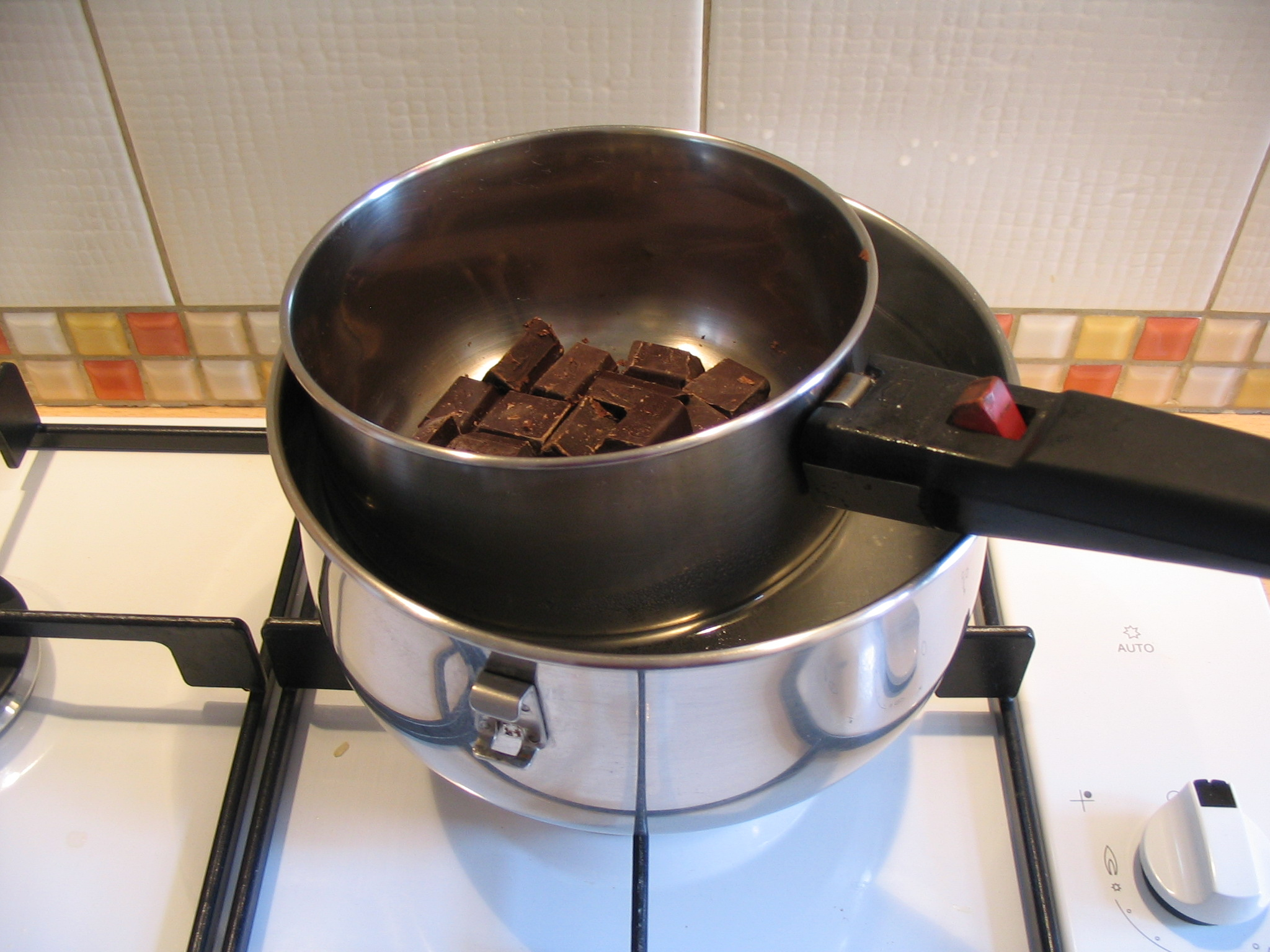
Xocolata fonent-se al bany maria

El bany maria és una tècnica utilitzada a la indústria (farmacèutica, cosmètica, d'aliments i conserves), en laboratoris de química i a la cuina per conferir temperatura uniforme a una substància líquida o sòlida o per escalfar-la lentament, submergint el recipient que la conté en un altre més gran amb aigua que es porta a, o està en ebullició.
La invenció del bany maria s'atribueix a l'alquimista egípcia Maria d'Alexandria (s. III), la primera alquimista coneguda. Però fins a començaments del segle xiv no apareix esmentada per escrit en llatí amb el nom Balneum Mariae, dins l'obra Rosarium (sovint erròniament atribuïda al metge catalanopalant Arnau de Vilanova). Tanmateix, la tècnica ja era coneguda d'uns segles abans (Hipòcrates i Teofrast).
S'acostuma a utilitzar com a mètode de conservant en fer conserves, melmelades i altres preparats de cuina.